# Llista d'episodis de Doctor Caparrós, medicina general
Doctor Caparrós, medicina general és una sèrie de televisió d'humor interpretada per l'humorista català Joan Capri en el paper del Doctor Caparrós, també intervingueren altres actors com Maria Matilde Almendros o Joan Pera. Fou dirigida i realitzada per Esteve Duran i el guió fou escrit per Jaume Ministral Masià. Gravada en directe i amb públic assistent, aconseguí un bon èxit d'audiència en el públic català i rebé un Premi Ondas l'any 1980 com a Millor Programa Nacional de Televisió. La sèrie està formada per dues temporades de 12 capítols cadascuna de 35 minuts de duració.

## Llista d'episodis

### Primera temporada: Doctor Caparrós, medicina general
La primera temporada fou emesa el 3 d'octubre de 1979 fins al 19 de desembre del mateix any per Televisió Espanyola de Catalunya en el circuit català.
| # | Títol                         | Direcció     | Guió            | Data d'estrena a Catalunya |
| --- | ----------------------------- | ------------ | --------------- | -------------------------- |
| 1 | «Quin dia avui, quin dia!»    | Esteve Duran | Jaume Ministral | 3 d'octubre de 1979        |
| El Doctor Caparrós és un doctor prestigiós però amb un caràcter sarcàstic i irònic. En aquest capítol, tractarà un pacient amb una malaltia particular, el nerviosisme de la seva dona. Per altra banda, la dona del doctor ajudarà al seu nebot, estudiant de medicina, perquè treballi al consultori, produint un malentès generat per la infermera Numància. Per acabar, contractaran una criada, recomanada per la marquesa de Costamar, que demanarà moltes condicions laborals. |                               |              |                 |                            |
| 2 | «Alegria, alegria»            | Esteve Duran | Jaume Ministral | 10 d'octubre de 1979       |
| La cria del peix que li va regalar un pacient seu, fa que l'ambient del consultori s'ompli d'alegria i que el Doctor Caparrós decideixi regalar-ne un als seus clients, encara que no serà fàcil. Però l'arribada d'un pacient que pateix una malaltia incurable li tornarà a la realitat de la vida, com a bon doctor desitjaria voler equivocar-se en el diagnòstic. |                               |              |                 |                            |
| 3 | «L'arribada del cosí Miquel»  | Esteve Duran | Jaume Ministral | 17 d'octubre de 1979       |
| El doctor rep una postal d'un parent seu que ve des de Bolívia, el cosí Miquel. Ell guarda un bon record de joventut del seu cosí ja que eren com germans. Quan es retrobin a Barcelona, el Doctor Caparrós i la seva dona veuran la nova vida del cosí Miquel. |                               |              |                 |                            |
| 4 | «El simpòsium de Madrid»      | Esteve Duran | Jaume Ministral | 24 d'octubre de 1979       |
| El doctor està convidat a un Simpòsium de medicina que se celebra a Madrid. Prepara una ponència sobre el refredat, però se n'adonarà que l'ha escrita en català i l'ha de traduir a correcuita al castellà. En tornar a casa, la seva dona organitzarà una festa per celebrar l'èxit de la seva ponència. |                               |              |                 |                            |
| 5 | «El doctor està malalt»       | Esteve Duran | Jaume Ministral | 31 d'octubre de 1979       |
| El doctor atén una consulta el diumenge a mitjanit després d'un dia esgotador. Com a conseqüència, l'endemà es posa malalt i ha de guardar llit. Mentrestant, el consultori serà atès pel seu nebot. Al llit, afeblit, rebrà diferents visites que intentaran donar-li ànims, sense gaire èxit. |                               |              |                 |                            |
| 6 | «Pluja de malalts»            | Esteve Duran | Jaume Ministral | 7 de novembre de 1979      |
| Després d'un matí intens ple de visites al consultori, el doctor rep un pacient d'un alt càrrec administratiu que pateix un malaltia provocada pel seu estil de vida, l'estrès. El doctor Caparrós trobarà una solució dràstica per internar-lo i curar-lo. |                               |              |                 |                            |
| 7 | «Mare de Déu, quin pont!»     | Esteve Duran | Jaume Ministral | 14 de novembre de 1979     |
| L'Elisa i en Jordi Ignasi conviden al doctor Caparrós a sortir de pont a Baqueira Beret per esquiar. Agraït, el doctor voldrà tenir temps lliure per descansar i llegir trànquil·lament l'Atlàntida de Verdaguer. Malauradament, degut a la seva fama, no podrà anar d'incògnit a l'hotel. |                               |              |                 |                            |
| 8 | «Promoció de la dona»         | Esteve Duran | Jaume Ministral | 21 de novembre de 1979     |
| Després de perdre la criada i la peixera, el Doctor Caparrós i la seva dona lloguen una nova minyona, la Roseta, una noia amb caràcter de Coll d'Oliveda. Més tard, l'Elisa celebrarà una reunió amb les seves amigues amb la intenció de promocionar la dona, però la marquesa de Costamar es trobarà malalta i serà atesa pel doctor. Finalment, el Doctor Caparrós rebrà una sorpresa de la seva dona: un quadre fet per ella.                                                     |                               |              |                 |                            |
| 9 | «La visita trenta mil»        | Esteve Duran | Jaume Ministral | 28 de novembre de 1979     |
| Amb motiu de la visita del pacient número trenta mil, la senyora Caparrós decideix celebrar una petita festa familiar. I coincidència: la visita és la d'un antic coronel que el doctor va tenir quan estava a milícies. |                               |              |                 |                            |
| 10 | «Un ministre ha demanat hora» | Esteve Duran | Jaume Ministral | 5 de desembre de 1979      |
| Un ministre del govern espanyol ha demanat els serveis del Doctor Caparrós. No li queda més remei que viatjar a Madrid per atendre'l. El doctor veurà que don Rodrigo porta una vida plena de luxe i d'aficions sense pensar en la seva salut. Mentrestant, a Barcelona, la seva dona el trobarà a faltar. |                               |              |                 |                            |
| 11 | «El divorci del doctor»       | Esteve Duran | Jaume Ministral | 12 de desembre de 1979     |
| El matrimoni Caparrós està en crisi i tots dos decideixen separar-se amistosament. Tot i rebre el suport del nebot, la Numància i altres amics, demanen hora a l'advocat. Però, davant les complicacions dels tràmits de separació, se'n desdiuen i decideixen continuar junts, ja que continuen estimant-se. |                               |              |                 |                            |
| 12 | «El dia de Nadal»             | Esteve Duran | Jaume Ministral | 19 de desembre de 1979     |
| El Doctor Caparrós celebra el dinar de Nadal amb tota la seva família. Abans, el matrimoni sabrà que el seu nebot i la Numància s'han promès i estan buscant pis a Barcelona. Tot i sentir-se sol, el Doctor Caparrós rebrà la visita de cadascun dels pacients atesos al llarg de la sèrie, desitjant-li un bon nadal. |                               |              |                 |                            |

### Segona temporada: Doctor Caparrós, metge de poble
La segona temporada fou emesa dos anys més tard, sota el títol de Doctor Caparrós, metge de poble, des del 5 d'octubre fins al 21 de desembre del 1982 pel mateix canal.
| # | Títol en català                  | Direcció     | Guió            | Data d'estrena a Catalunya |
| --- | -------------------------------- | ------------ | --------------- | -------------------------- |
| 1 | «Ja som aquí»                    | Esteve Duran | Jaume Ministral | 5 d'octubre de 1982        |
| El Doctor Caparrós, cansat de viure a Barcelona, compra una casa a Vall d'Oliveda, un poblet de 500 habitants perdut enmig de la muntanya. Es trobarà amb la sorpresa que l'home més ric del poble és un antic pacient seu com també la marquesa de Costamar, ara arruïnada, fa de mestra del poble. |                                  |              |                 |                            |
| 2 | «El mal de queixal, s'encomana?» | Esteve Duran | Jaume Ministral | 12 d'octubre de 1982       |
| Un bon dia l'esposa del doctor Caparrós, l'Elisa, té mal de queixal. Com no és dentista, truca a un conegut seu de Barcelona, odontòleg de professió, per tal de tractar-li aquest mal. Però un cop arribat el dentista al poble, el doctor Caparròs veurà com se li encomana el mal de queixal. |                                  |              |                 |                            |
| 3 | «La crida»                       | Esteve Duran | Jaume Ministral | 19 d'octubre de 1982       |
| Fa molt de temps que el Doctor Caparrós no rep cap visita a la seva consulta. Ell i la seva esposa trobaran la solució ideal per donar-se a conèixer en el poble. |                                  |              |                 |                            |
| 4 | «Matemàtiques i futbol»          | Esteve Duran | Jaume Ministral | 26 d'octubre de 1982       |
| El poble de la Vall d'Oliveda demana al Doctor Caparrós que els indiqui un sistema perquè l'equip de futbol del poble guanyi més partits. Mentrestant, l'Elisa coneixerà el cub de Rubik i s'obsessionarà per aconseguir totes les cares del cub d'un sol color. |                                  |              |                 |                            |
| 5 | «Visites d'urgència»             | Esteve Duran | Jaume Ministral | 2 de novembre de 1982      |
| El Doctor Caparrós acudeix a una trucada d'urgència del col·legi del poble perquè una nena està molt greu. Es descobreix que tot es deu a un xiclet que menjava la nena. |                                  |              |                 |                            |
| 6 | «Qui serà el nou alcalde»        | Esteve Duran | Jaume Ministral | 9 de novembre de 1982      |
| El poble de Vall d'Oliveda es prepara per a escollir un nou alcalde. Al poble, tothom vol ser alcalde i al final es presentaran com alcaldables l'Exmalalt, la Marquesa de Costamar, representant el vot femení, en Badó, el carter del poble, en Nicolau, el ferrer del poble, i en Tonet. Després d'una breu presentació de candidats i d'un intens escrutini, els resultats dels comicis seran inesperats. |                                  |              |                 |                            |
| 7 | «Aquí es parla de la mort»       | Esteve Duran | Jaume Ministral | 16 de novembre de 1982     |
| 8 | «A caçar bolets»                 | Esteve Duran | Jaume Ministral | 23 de novembre de 1982     |
| Després de les pluges, tot el poble ha sortit a caçar bolets i per aquest motiu, el Doctor Caparrós, la seva dona i la mestra del poble decideixen anar a dinar a l'Hostal del Pèsol. Abans d'anar a dinar, reben la visita de la Roseta, la minyona que tenien a Barcelona i que és del poble de Vall d'Oliveda. Mentrestant, el senyor Casacuberta, l'ex-malalt, se sent malalt perquè tot el poble està enfadat amb ell i eviten parlar amb ell, per haver tallat quatre arbres de la seva propietat.                 |                                  |              |                 |                            |
| 9 | «Sortirem a la televisió»        | Esteve Duran | Jaume Ministral | 30 de novembre de 1982     |
| El Doctor Caparrós rep una carta que indica que el poble de Vall d'Oliveda ha guanyat el premi de sortir a la televisió del programa Pobles mimats de Catalunya. Quan el poble prepara com rebre a l'equip de programa, aquest apareix de sobte per filmar el reportatge del poble. Ben aviat, el Doctor Caparrós patirà les conseqüències de treballar amb la televisió i les necessidades del guión. Finalment, quan el doctor, la seva dona i la mestressa volen veure el reportatge, trobaran un petit inconvenient. |                                  |              |                 |                            |
| 10 | «Tot va passar a l'escola»       | Esteve Duran | Jaume Ministral | 7 de desembre de 1982      |
| La mestre del poble intenta explicar uns problemes de matemàtiques, els nens no l'entenen. |                                  |              |                 |                            |
| 11 | «Grans esdeveniments»            | Esteve Duran | Jaume Ministral | 14 de desembre de 1982     |
| L'antic ministre que en la sèrie anterior ja vam conèixer, visita el poble de la Vall d'Oliveda. |                                  |              |                 |                            |
| 12 | «Un dia qualsevol»               | Esteve Duran | Jaume Ministral | 21 de desembre de 1982     |
| La dona del Dr. Caparrós cau malalta i el doctor prohibeix l'entrada a tothom. |                                  |              |                 |                            |